# Tuczno
Tuczno là một thị trấn thuộc huyện Wałecki, tỉnh Zachodniopomorskie ở tây-bắc Ba Lan. Thị trấn có diện tích 9 km². Đến ngày 1 tháng 1 năm 2011, dân số của thị trấn là 1900 người và mật độ 206 người/km².